# Gran Premi de Mèxic del 2016
El Gran Premi de Mèxic de Fórmula 1 de la temporada 2016 s'ha disputat al circuit Autòdrom Hermanos Rodríguez, del 28 al 30 d'octubre del 2016.

## Resultats de la qualificació
| Pos                  | No | Pilot             | Constructor               | Part 1      | Part 2   | Part 3   | Sortida |
| -------------------- | -- | ----------------- | ------------------------- | ----------- | -------- | -------- | ------- |
| 1                    | 44 | Lewis Hamilton    | Mercedes                  | 1:19.447    | 1:19.137 | 1:18.704 | 1       |
| 2                    | 6  | Nico Rosberg      | Mercedes                  | 1:19.996    | 1:19.761 | 1:18.958 | 2       |
| 3                    | 33 | Max Verstappen    | Red Bull Racing-TAG Heuer | 1:19.874    | 1:18.972 | 1:19.054 | 3       |
| 4                    | 3  | Daniel Ricciardo  | Red Bull Racing-TAG Heuer | 1:19.713    | 1:19.553 | 1:19.133 | 4       |
| 5                    | 27 | Nico Hülkenberg   | Force India-Mercedes      | 1:20.599    | 1:19.769 | 1:19.330 | 5       |
| 6                    | 7  | Kimi Räikkönen    | Ferrari                   | 1:19.554    | 1:19.936 | 1:19.376 | 6       |
| 7                    | 5  | Sebastian Vettel  | Ferrari                   | 1:19.865    | 1:19.385 | 1:19.381 | 7       |
| 8                    | 77 | Valtteri Bottas   | Williams-Mercedes         | 1:20.338    | 1:19.958 | 1:19.551 | 8       |
| 9                    | 19 | Felipe Massa      | Williams-Mercedes         | 1:20.423    | 1:20.151 | 1:20.032 | 9       |
| 10                   | 55 | Carlos Sainz Jr.  | Toro Rosso-Ferrari        | 1:20.457    | 1:20.169 | 1:20.378 | 10      |
| 11                   | 14 | Fernando Alonso   | McLaren-Honda             | 1:20.552    | 1:20.282 |          | 11      |
| 12                   | 11 | Sergio Pérez      | Force India-Mercedes      | 1:20.308    | 1:20.287 |          | 12      |
| 13                   | 22 | Jenson Button     | McLaren-Honda             | 1:21.333    | 1:20.673 |          | 13      |
| 14                   | 20 | Kevin Magnussen   | Renault                   | 1:21.254    | 1:21.131 |          | 14      |
| 15                   | 9  | Marcus Ericsson   | Sauber-Ferrari            | 1:21.062    | 1:21.536 |          | 15      |
| 16                   | 94 | Pascal Wehrlein   | MRT-Mercedes              | 1:21.363    | 1:21.785 |          | 16      |
| 17                   | 21 | Esteban Gutiérrez | Haas-Ferrari              | 1:21.401    |          |          | 17      |
| 18                   | 26 | Daniil Kvyat      | Toro Rosso-Ferrari        | 1:21.454    |          |          | 18      |
| 19                   | 12 | Felipe Nasr       | Sauber-Ferrari            | 1:21.692    |          |          | 19      |
| 20                   | 31 | Esteban Ocon      | MRT-Mercedes              | 1:21.881    |          |          | 20      |
| 21                   | 8  | Romain Grosjean   | Haas-Ferrari              | 1:21.916    |          |          | 21      |
| 107% temps: 1:25.008 |    |                   |                           |             |          |          |         |
| —                    | 30 | Jolyon Palmer     | Renault                   | Sense temps |          |          | 221     |
| Font:                |    |                   |                           |             |          |          |         |

Notes
- ^1  – Jolyon Palmer no va qualificar però va ser admès a la graella de sortida pels comissaris pels seus temps als entrenaments lliures.

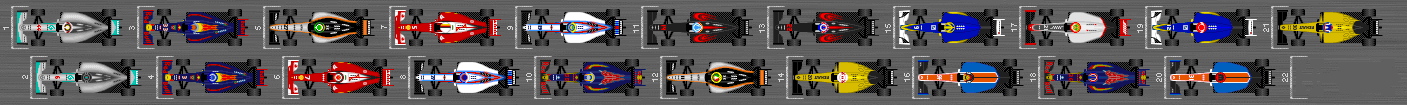
Graella de sortida

## Resultats de la Cursa
| Pos   | No | Pilot             | Constructor               | Voltes | Temps / Retirada | Pos.Sortida | Punts |
| ----- | -- | ----------------- | ------------------------- | ------ | ---------------- | ----------- | ----- |
| 1     | 44 | Lewis Hamilton    | Mercedes                  | 71     | 1h 40: 31. 402   | 1           | 25    |
| 2     | 6  | Nico Rosberg      | Mercedes                  | 71     | + 8.354 s        | 2           | 18    |
| 3     | 3  | Daniel Ricciardo  | Red Bull Racing-TAG Heuer | 71     | + 20.858 s       | 4           | 15    |
| 4     | 33 | Max Verstappen    | Red Bull Racing-TAG Heuer | 71     | + 21.323 s1      | 3           | 12    |
| 5     | 5  | Sebastian Vettel  | Ferrari                   | 71     | + 27.313 s2      | 7           | 10    |
| 6     | 7  | Kimi Räikkönen    | Ferrari                   | 71     | + 49.376 s       | 6           | 8     |
| 7     | 27 | Nico Hülkenberg   | Force India-Mercedes      | 71     | + 58.891 s       | 5           | 6     |
| 8     | 77 | Valtteri Bottas   | Williams-Mercedes         | 71     | + 1:05.612 min.  | 8           | 4     |
| 9     | 19 | Felipe Massa      | Williams-Mercedes         | 71     | + 1:16.206 min.  | 9           | 2     |
| 10    | 11 | Sergio Pérez      | Force India-Mercedes      | 71     | + 1:16.798 min.  | 12          | 1     |
| 11    | 9  | Marcus Ericsson   | Sauber-Ferrari            | 70     | + 1 Volta        | 15          |       |
| 12    | 22 | Jenson Button     | McLaren-Honda             | 70     | + 1 Volta        | 13          |       |
| 13    | 14 | Fernando Alonso   | McLaren-Honda             | 70     | + 1 Volta        | 11          |       |
| 14    | 30 | Jolyon Palmer     | Renault                   | 70     | + 1 Volta        | 21          |       |
| 15    | 12 | Felipe Nasr       | Sauber-Ferrari            | 70     | + 1 Volta        | 19          |       |
| 16    | 55 | Carlos Sainz Jr.  | Toro Rosso-Ferrari        | 70     | + 1 Volta1       | 10          |       |
| 17    | 20 | Kevin Magnussen   | Renault                   | 70     | + 1 Volta        | 14          |       |
| 18    | 26 | Daniil Kvyat      | Toro Rosso-Ferrari        | 70     | + 1 Volta1       | 18          |       |
| 19    | 21 | Esteban Gutiérrez | Haas-Ferrari              | 70     | + 1 Volta        | 17          |       |
| 20    | 8  | Romain Grosjean   | Haas-Ferrari              | 70     | + 1 Volta        | PL2         |       |
| 21    | 31 | Esteban Ocon      | MRT-Mercedes              | 69     | + 2 Voltes       | 20          |       |
| Ret   | 94 | Pascal Wehrlein   | MRT-Mercedes              | 0      | Col·lisió        | 16          |       |
| Font: |    |                   |                           |        |                  |             |       |

Notes
- ^1  — Max Verstappen, Carlos Sainz Jr. i Daniil Kvyat van rebre una penalització de 5 segons després de la cursa.
- ^2  — Romain Grosjean va prendre la sortida des del pit lane per modificacions al seu monoplaça durant el parc tancat.
- ^3  — Sebastian Vettel va rebre 10 segons i dos punts de la llicencia de conductor com a penalització després de la cursa.